# Monthault (Loir-et-Cher)
Pour une commune actuelle en Bretagne, voir Monthault.
Ancienne commune de Loir-et-Cher, la commune de Monthault a été supprimée en 1828. Son territoire a été partagé entre Veilleins, Millançay et Lanthenay (aujourd'hui, commune de Romorantin-Lanthenay).
L'ancienne église de Monthault, construite entre le XIIe et XVe siècles, située de nos jours sur le territoire de Romorantin-Lanthenay, est la propriété d'une personne privée. Elle a été inscrite à l'inventaire des monuments historiques par arrêté du 7 mai 1936.